# Coercition reproductive
Ne doit pas être confondu avec viol.

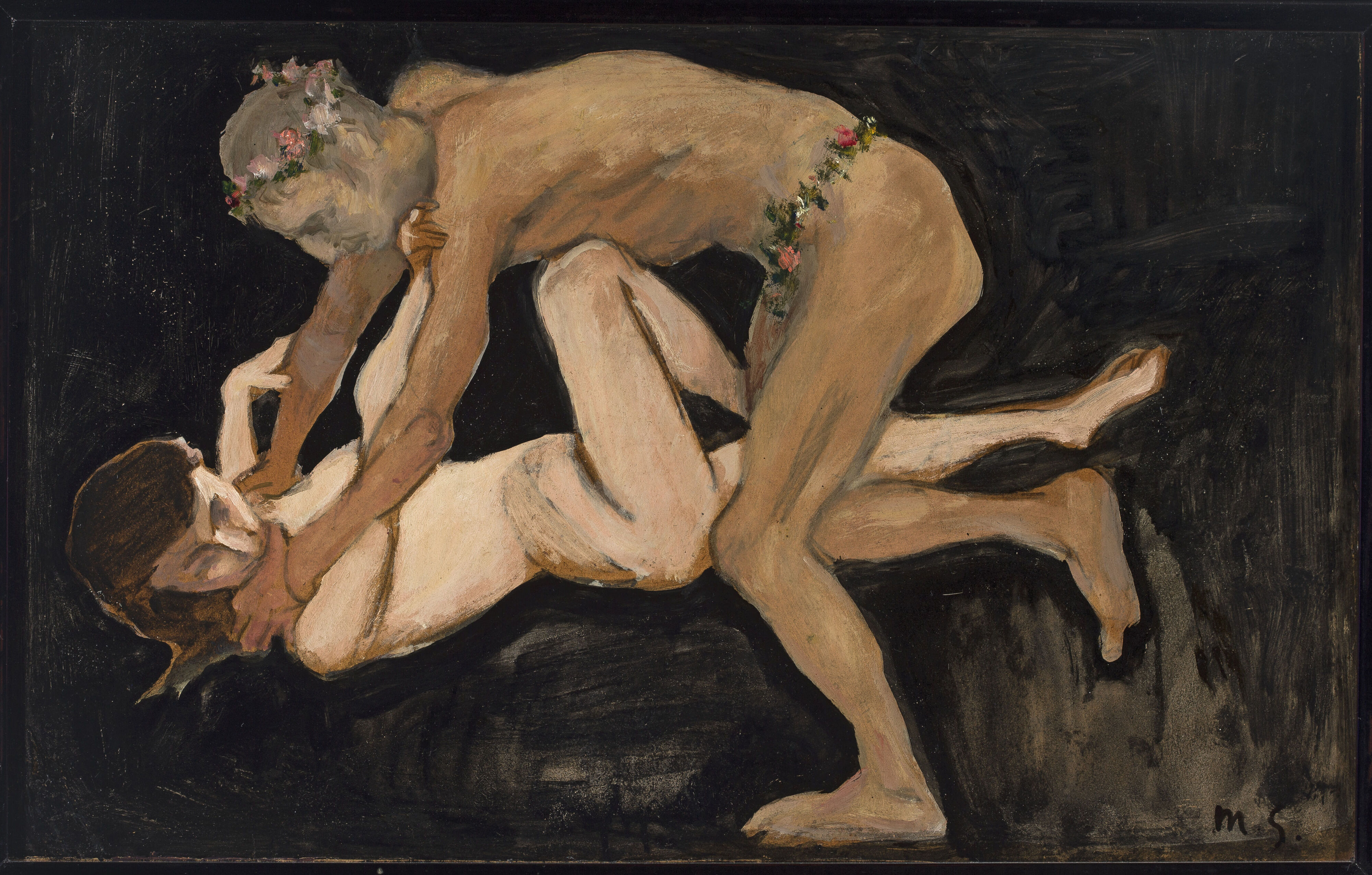
"Un faune et une jeune femme" de Max Slevogt

La coercition reproductive est un ensemble de comportements qui interfèrent avec la liberté des choix relatifs à la santé procréative des personnes humaines.

## Généralités
La notion de coercition reproductive englobe des comportements qui interfèrent avec la liberté des choix relatifs à la santé procréative. Ces comportements consistent à exercer un pouvoir et un contrôle sur la reproduction d'une personne, de la part de son partenaire de couple (que la relation soit en cours, terminée ou espérée),, mais il arrive que les auteurs de cette conduite soient les parents et la belle-famille. Ces abus sont dénoncés car ils portent atteinte aux droits reproductifs des victimes et empiètent sur leur autonomie en matière de procréation.
Il existe trois variantes de coercition reproductive : la contrainte sur la grossesse, le sabotage de contraception et le contrôle sur l'issue d'une grossesse,.
Il existe une forte corrélation entre la coercition reproductive et la violence dans le couple, toutefois la coercition reproductive est aussi observée dans des relations dépourvues de violences physiques ou sexuelles. La coercition reproductive est fortement associée à la grossesse non désirée ; le lien est particulièrement fort chez les victimes qui ont subi la violence conjugale. Même si les travaux de recherche sont fragmentaires, les femmes victimes d'une relation toxique présentent davantage de risques que les autres de subir la coercition reproductive et une grossesse non désirée. Les comportements de domination sur la procréation sont considérés comme un grave problème de santé publique,.

## Variantes de coercition reproductive

### Coercition sur la grossesse
Les contraintes sur la grossesse sont les actes visant à obliger une compagne à devenir ou à ne pas devenir enceinte,. Ce comportement englobe plusieurs stratégies : des menaces verbales relatives à la grossesse, des rapports sexuels contraints, le refus de pratiquer la contraception masculine (préservatif ou retrait), des ingérences dans la contraception féminine (c'est-à-dire la contraception orale) ou la mise sous pression de la victime pour qu'elle n'y recoure pas, la surveillance des cycles menstruels et des visites chez les gynécologues, les pressions relatives à la stérilisation de la femme et la surveillance de l'ovulation. La victime peut être menacée de violences physiques ou les subir pour la forcer à devenir enceinte.

### Sabotage de la contraception
Le sabotage de la contraception consiste à trafiquer la contraception ou à interférer dans son utilisation,. Divers comportements de sabotage sont : retrait furtif du préservatif (le stealthing), endommager volontairement le préservatif, retirer sans consentement un dispositif contraceptif ou mentir sur son utilisation (anneau vaginal, stérilet, timbre contraceptif) ou jeter la pilule contraceptive à la poubelle,,. Dans d'autres variantes, le sabotage se manifeste en empêchant la victime d'obtenir une prescription de contraceptifs ou de la renouveler, ou par le refus de mettre un préservatif, par l'affirmation mensongère d'être muni d'un préservatif, par le refus de se retirer malgré un accord préalable, par une présentation exagérée des risques liés aux contraceptifs, ne pas informer son partenaire après avoir cessé d'utiliser une méthode de contraception féminine ou retirer ses dispositifs contraceptifs, et par l'omission délibérée de signaler un problème de préservatif (rupture ou perte),.
Le non-usage d'un préservatif est corrélé aux dynamiques de pouvoir sexuel. Sous l'empire de la crainte, les femmes parfaitement renseignées sur les infections sexuellement transmissibles tendent à utiliser le préservatif moins souvent que celles qui sont moins bien informées.

### Contrôle sur l'issue de la grossesse
Le contrôle sur l'issue de la grossesse est la tentative d'influencer la victime soit pour mener la grossesse à terme, soit pour recourir à l'interruption volontaire de grossesse,. Le partenaire emploie la contrainte, la pression, les menaces ou la force pour obliger l'autre partie à avorter ou, au contraire, à ne pas avorter. Une analyse du Guttmacher Institute déclare que forcer une femme à interrompre une grossesse désirée ou la forcer à poursuivre une grossesse non désirée sont une atteinte à ses droits humains en matière de santé procréative.